# الهيئة الوطنية للرقابة على تنفيذ مخرجات الحوار الوطني
الهيئة الوطنية للرقابة على تنفيذ مخرجات الحوار الوطني هي هيئة وطنية يمنية انشأها الرئيس اليمني السابق عبد ربه منصور هادي في 24 أبريل 2014. وبموجب قرار إنشائها تتولى الهيئة الإشراف والمتابعة على تنفيذ مخرجات مؤتمر الحوار الوطني الشامل بما يفضي إلى إعداد دستور جديد للجمهورية اليمنية كدولة اتحادية مؤلفة من ستة اقاليم. وتشكلت الهئية برئاسة رئيس الجمهورية و82 عضوا يمثلون مختلف مكونات مؤتمر الحوار الوطني.

## إنشاء الهيئة
تنص المادة الثالثة في قرار الإنشاء على التالي:
1. تنشأ بمقتضى هذا القرار هيئة وطنية تسمى (الهيئة الوطنية للرقابة على تنفيذ مخرجات مؤتمر الحوار الوطني الشامل).
2. تتشكل الهيئة برئاسة رئيس الجمهورية وعضوية عدد (82) عضوا على أن يراعى في تشكيلها ما يلي:

- تمثيل كافة المكونات والفعاليات السياسية والاجتماعية المشاركة في مؤتمر الحوار الوطني الشامل.
- أن يمثل الجنوب بنسبة 50% من قوام الهيئة.
- أن لا تقل نسبة تمثيل المرأة عن 30% من قوام الهيئة.
- أن لا تقل نسبة تمثيل الشباب عن 20% من قوام الهيئة.

3. يصدر بتشكيل الهيئة قرار من رئيس الجمهورية.
4. في حال ما إذا ثبت بان أي من أعضاء الهيئة غير قادر على الأداء أو غير راغب في العمل بالهيئة أو في حال فصله يقوم رئيس الجمهورية بتعيين عضو جديد بدلا منه خلال أسبوع واحد.

## مهام واختصاصات الهيئة
تتولى الهيئة المهام التالية:
1. الإشراف والمتابعة على تنفيذ مخرجات مؤتمر الحوار الوطني الشامل بما يفضي إلى اعداد دستور جديد للجمهورية اليمنية كدولة اتحادية مؤلفة من ستة اقاليم وفقاً لتقرير لجنة تحديد الاقاليم كما عكستها توصيات ومقررات المؤتمر في وثيقة المخرجات النهائية.
2. المتابعة والإشراف على لجنة الصياغة وفقاً لما هو منصوص عليها في هذا القرار.
3. الرقابة المنتظمة على الجهات التنفيذية المعنية بتنفيذ مخرجات مؤتمر الحوار الوطني الشامل وذلك من خلال:

- الإشراف على عمل تلك الجهات للتأكد من التقدم المحرز في التنفيذ، ورصد القطاعات الواجب تحسين الاداء فيها.
- بذل كل ما في وسعها لتعزيز التعاون بين جهات التنفيذ المختلفة سواء من خلال اقتراح حلول عملية أو المساعدة في اعداد خطط تنفيذية.
- متابعة تنفيذ أي خطط عمل اعدتها جهات التنفيذ أو تضمنتها قرارات رئيس الجمهورية ذات العلاقة لضمان تحقيق التقدم المنشود بما في ذلك رفع تقارير رقابية وتقييميه عن ذلك لرئيس الجمهورية.
- رفع التقارير إلى رئيس الجمهورية حول مدى تنفيذ مخرجات مؤتمر الحوار الوطني الشامل مبيناً فيها أي صعوبات أو معوقات في تنفيذ المخرجات ومقترحات الحلول اللازمة لذلك.

## أعضاء الهئية
في 25 أبريل 2014 صدر قرار جمهوري بتسمية أعضاء الهئية الوطنية برئاسة رئيس الجمهورية وعضوية التالية اسماؤهم:
1. احمد محمد ناصر احمد
2. انتصار عمر عبد الله خالد
3. نبيل عبد الله علي الوزير
4. ابوبكر عبد الرزاق باذيب
5. د.احمد محمد قاسم عتيق
6. اروى خالد فضل منصور
7. افراح سعيد احمد سعيد
8. د.الخنساء عبد الرحمن الشعبي
9. د.العزي هبة الله علي شريم
10. .امل محمد عباس باشا
11. أحمد أبو بكر بازرعة
12. أروى عبده عثمان
13. د.بلقيس إبراهيم الحضراني
14. توكل عبد السلام كرمان
15. حسام عبدالحبيب الشرجبي
16. حسين حمود العزي
17. حسين علي حازب
18. حسين محمد عرب
19. حسين منصور سعيد سيف
20. حليمة عبد الله جحاف
21. خالد أبو بكر باراس
22. خالد أمين الغيش
23. خديجه علي ناصر عليوه
24. رانيا نجيب فضل
25. د.رشاد محمد علي العليمي
26. رنا احمد غانم
27. د.رياض ياسين عبد الله
28. سلطان حزام العتواني
29. د.سمية عبد الغني قاسم
30. د.سميره خميس عبيد محمد
31. شرف علي القليصي
32. د.صالح علي باصرة
33. .صلاح مسلم سالم باتي
34. طارق نجيب الباشا
35. د.طيبة محمد بركات
36. د.عبد الباري عبد الله دغيش
37. د.عبد الكريم علي الإرياني
38. عبد الله احمد غانم
39. د.عبد الله سالم لملس
40. عبد المللك عبد الجليل المخلافي
41. عبد الناصر عبد القوي العربي
42. عبد الواحد ناجي أبو راس
43. عبد الوهاب أحمد الآنسي
44. د.عبد الوهاب محمد الحميقاني
45. علي احمد السلامي
46. علي سعيد شلمة
47. علي سيف حسن صالح الضالعي
48. علي عبد الله السلال
49. عوض محمد عبالله بن الوزير
50. غالب مسعد مطلق الضالعي
51. د.فاطمة علي قحطان سلام
52. فائدة محمد عبد الله الاصبحي
53. فائقة السيد باعلوي
54. لحسون صالح مصلح
55. د.لمياء احمد عبد الرحمن شرف الدين
56. مبارك عبد الرحمن البحار
57. محمد بن ناجي الغادر
58. د.محمد زين احمد جعفر
59. محمد علي الشدادي
60. محمد علي أبو لحوم
61. د.محمد علي مارم
62. محمد محمد قحطان قائد
63. محمد ناجي علاو
64. محمود عبد القادر الجنيد
65. مصطفى العزي خالد الحاشدي
66. مطيع احمد قاسم دماج
67. مقبل ناصر لكرش
68. منير يحي صالح الماوري
69. منيرة عبد الكريم العواضي
70. مها صالح البعسي
71. نادية عبد العزيز السقاف
72. نبيلة محسن الزبير
73. د.نزارعبد الله ناصر باصهيب
74. نعمان قائد الحذيفي
75. هادي طرشان عبد الله طرشان
76. هاني عبد الحميد كرد
77. ياسر احمد سالم العواضي
78. د.ياسين سعيد نعمان
79. ياسين عمر مكاوي
80. يحيى عبد الله دويد
81. يحيى منصور أبو اصبع
82. يحيى محمد محمد الشامي